# Bertone Ramarro
Pour les articles homonymes, voir Bertone et Corvette.
La Bertone Ramarro ou Bertone Corvette Ramarro est un concept-car Chevrolet Corvette GT du constructeur automobile américain Chevrolet, conçu par le designer automobile italien Bertone, à base de Chevrolet Corvette C4. Elle est nommée du nom du lézard vert Lacerta viridis (ramarro, en italien) et présentée au salon de l'automobile de Los Angeles 1984.

## Historique
Ce concept-car Chevrolet Corvette futuriste est créé par Nuccio Bertone et ses designers Eugène Pagliano et Marc Deschamps, sur la base d'un châssis-moteur de Chevrolet Corvette C4 de 1984, avec cockpit vitré, arrière fastback, porte coulissante vers l'avant, tableau de bord numérique et boite automatique 4 rapports de C4 d'origine, et siège baquet en cuir de texture et couleur lézard vert,,,. 

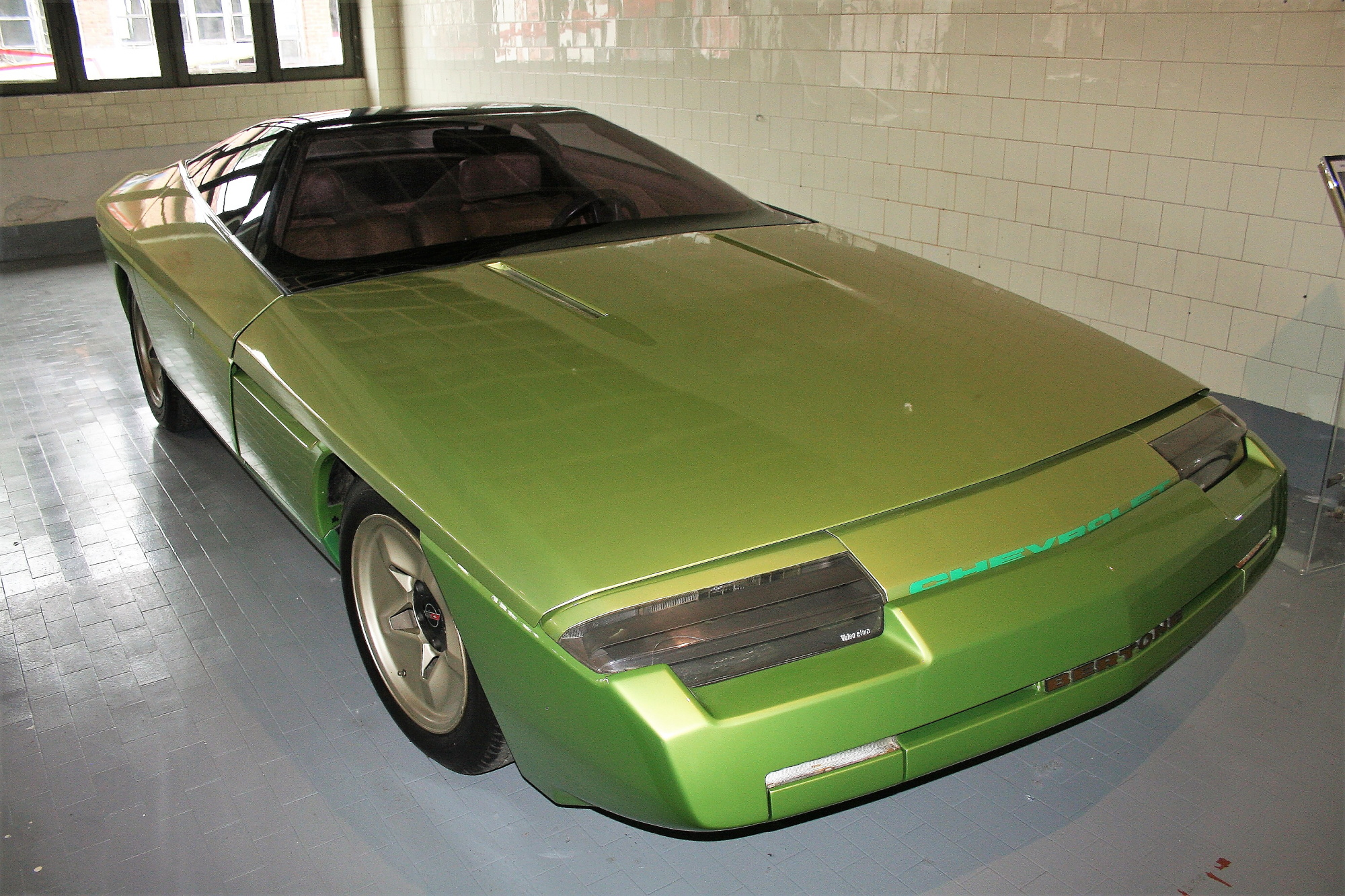
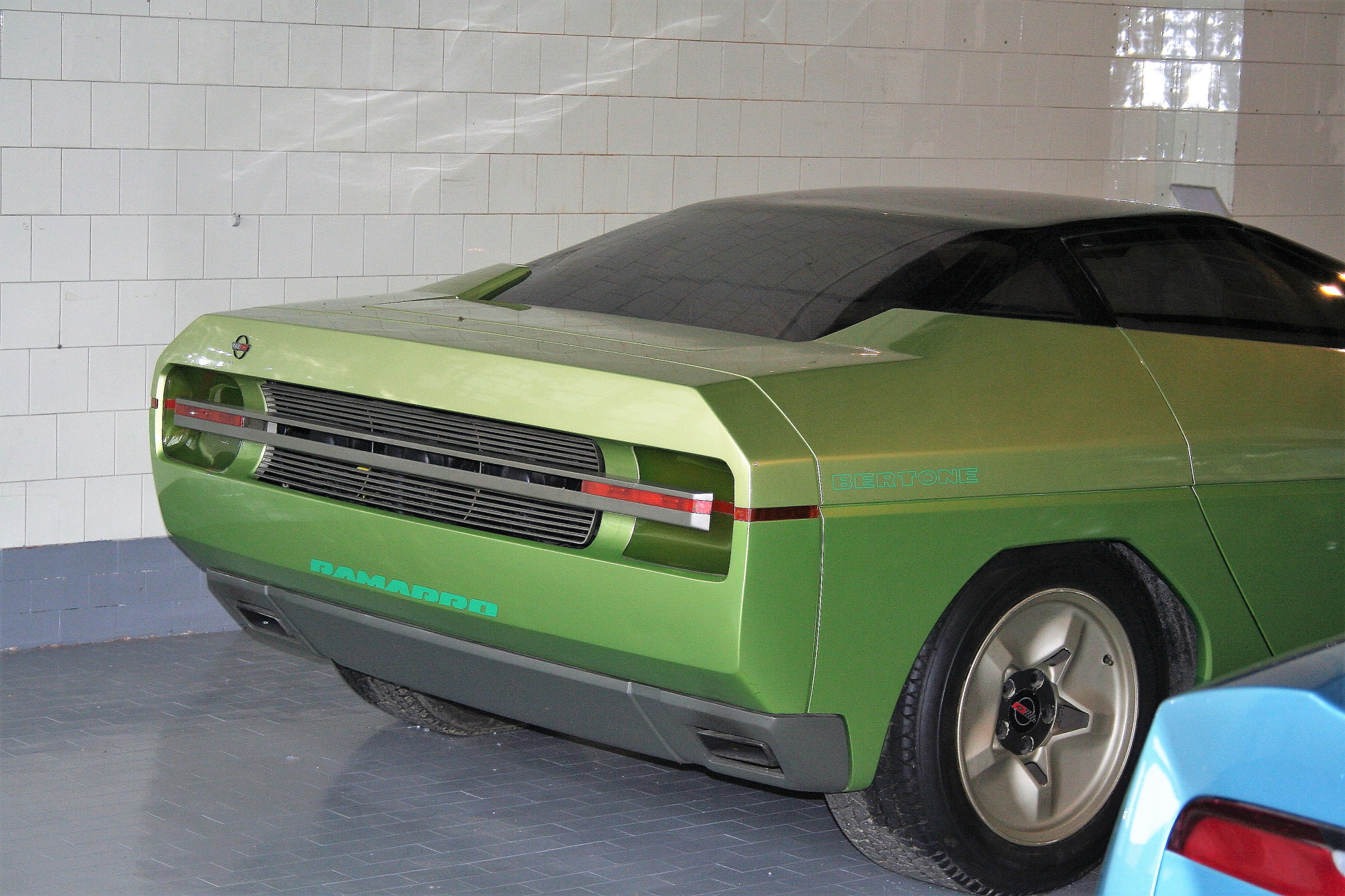

Elle est inspirée entre autres des Lancia Stratos Bertone (1973), Lamborghini Athon (en) Bertone (1980), DeLorean DMC-12 Italdesign (1980), Citroën BX Bertone (1982), Peugeot Quasar (1984), et autres Ferrari Testarossa Pininfarina (1984)...  

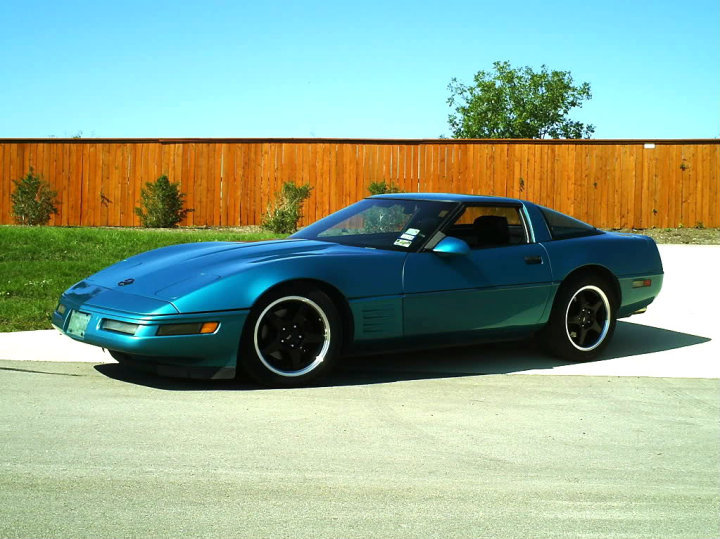
Chevrolet Corvette C4
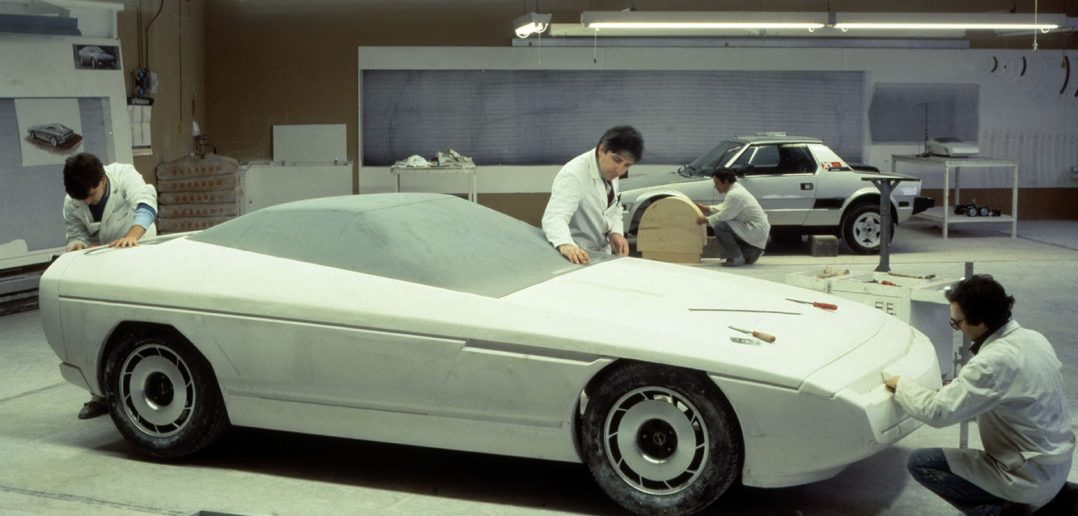

La Bertone Ramarro est motorisée par un moteur Chevrolet V8 de 5,7 L de cylindrée (version L98 de 1985 de 230 ch).

## Collection
Ce concept car est exposé un temps au musée Bertone de Caprie près de Turin, avant d'être revendu avec d'autres modèles du designer, à la suite de la disparition de Nuccio Bertone en 1997, et exposé depuis avec la collection Bertone ASI du musée Automotoclub Storico Italiano (it) (ASI) de Turin.